# هوجو مونه‌نوبو
هوجو مونه‌نوبو (انگلیسی: Hōjō Munenobu؛ ۱۲۵۹ – ۱۶ ژوئیهٔ ۱۳۱۲) یازدهمین شیکن سیاستمدار در شوگون‌سالاری کاماکورا اهل ژاپن بود.